# Aliwangwang
Aliwangwang（アリワンワン、中国語: 阿里旺旺、拼音: Ālǐ wàngwàng）は、中華人民共和国のアリババグループのオンラインモール・淘宝網のインスタントメッセンジャーである。淘宝網および天猫に出店している店舗に、購入前あるいは購入後の商品に関する問い合わせを行うために使用される。当初は出店者向けと購入者向けの2種類のバージョンがあったが、2013年に出店者向けが千牛に変更された。
モバイル版はWangxin（中国語: 旺信）がリリースされている。 

## 概要
2003年11月、アリババグループは企業向けのビジネスインスタントメッセージングソフトウェア「Tradelink（中国語: 贸易通）」をリリースした。これは、Aliwangwangの前身である、中国におけるビジネス分野での初のインスタントメッセージングソフトウェアである。淘宝網設立後、チャットソフトウェアとして「淘宝王王」もリリースした。
2007年3月、アリババグループの構造が調整されたことにより、2つのソフトウェアは「Aliwangwang」に統合された。2007年末までに、中国において最も価値のあるインスタントメッセンジャーとなった。各ユーザーは1日あたりの平均トランザクション量が615元、1か月あたりの平均消費量が1,364元となっており、中国のインスタントメッセンジャーのユーザーの中でランク付けされており、ユーザー数は2,000万人以上で、上位3つである。2008年末時点でユーザー数は1億人を超えており、年に5回倍増したことにより、Alipayに次ぐ1億人を超えるユーザーを抱えるアリババグループの2番目のプラットフォームとなった。
2012年8月20日、モバイル向けアプリとして「Wangxin（中国語: 旺信）」をリリースした。
2013年1月29日、淘宝網は出店者向けのインスタントメッセンジャーとして「千牛」をリリースした。